# Thaanumella cookei
Thaanumella cookei là một loài ốc đầm nước mặn có nắp, là động vật thân mềm chân bụng sống dưới nước trong họ Assimineidae. Nó là loài đặc hữu của Micronesia.